# U.S. Virgin Islands Premier League
U.S. Virgin Islands Premier League är den högstaligan i fotboll på Amerikanska Jungfruöarna, turneringen grundades 1997 men har under åren bytt namn, tidigare fanns det två tävlingar på samma nivå, St. Croix Soccer League och St. Thomas League (som nu är andraligan), där de två bästa lagen från vardera liga gjorde upp om mästerskapstiteln.

## Mästare
- 1997/98 — M.I. Roc Msters
- 1999/00 — UWS
- 2000/01 — Ej spelad
- 2001/02 — Haitian Stars
- 2002/03 — Ej spelad
- 2003/04 — Ej spelad
- 2004/05 — Positive Vibes
- 2005/06 — New Vibes
- 2006/07 — Helenites
- 2007/08 — Positive Vibes
- 2008/09 — New Vibes
- 2009/10 — Ej spelad
- 2010/11 — Ej spelad
- 2011/12 — Helenites
- 2012/13 — New Vibes
- 2013/14 — Helenites
- 2014/15 — Helenites
- 2015/16 — Raymix
- 2016/17 — Raymix
- 2017/18 — Ej spelad
- 2018/19 — Helenites
- 2019/20 —